# Fideralina Augusto Lima
Fideralina Augusto Lima (Lavras da Mangabeira, 24 de agosto de 1832 — 16 de janeiro de 1919) foi uma líder política e expressiva matriarca cearense, que teve papel relevante na Revolução de 1914, conhecida por Sedição de Juazeiro. Destacou-se por sua atuação nos conflitos políticos da região do Cariri cearense, durante a Primeira República. Encarnou, no seu tempo, como poucos coronéis do Nordeste, as instituições da escravatura e do coronelismo, destacando-se como a principal figura lendária e mitológica da Vila São Vicente Ferrer das Lavras da Mangabeira. Na região Sul do Ceará, tornou-se símbolo do poder local e ficou conhecida pelo seu vigor e determinação das suas decisões e por sua participação na vida política e social do Ceará, o que contrastava com as práticas femininas da época.

## Biografia
Primeira filha de Isabel Rita de São José e do tenente-coronel João Carlos Augusto, antigo Deputado à Assembleia Provincial cearense, nasceu Fideralina Augusto Lima em Lavras da Mangabeira, aos 24 de agosto de 1832.
Foram seus bisavós, pelo lado materno, o capitão-mor Francisco Xavier Ângelo Sobreira e sua primeira mulher, Ana Rita de São José; e seus avós, também por essa via, chamavam-se Manuel Rodrigues da Silva e Ana Josefa da Conceição. Pelo lado paterno era neta de Ana Rosa de Oliveira e corre na tradição oral de seus descendentes que era neta de forma ilegítima de João Carlos Augusto, Marquês De Aracati.
Considerada uma das maiores simbologias do mandonismo e uma das grandes expressões políticas do Ceará, sua fama de mulher destemida e audaz correu mundos e fez do seu nome uma das legendas da cultura política do Nordeste.
Conhecida figura de destaque do coronelismo, cujo espírito encarnou com a sua armadura de guerreira, Fideralina sempre levou às últimas consequências as vinditas com os seus adversários, ganhando perdendo as demandas com as com as quais se envolveu.
Falecida aos 16 de janeiro de 1919, foi casada com o major Ildefonso Correia Lima, e entre os fatos marcantes de sua vida destacam-se a detenção do poder político supremo, em Lavras da Mangabeira, e a derrubada do seu próprio filho, Honório Correia Lima, da chefia do partido governista local.
Para Joaryvar Macedo, “D. Fideralina tornou-se uma das maiores expressões da política cearense do seu tempo”. E para Hugo Victor Guimarães, foi Dona Fideralina uma “mulher extraordinária como expressão de bravura e coragem” e “uma das mulheres que tiveram maior projeção na vida política do Ceará”.
O poeta Gentil Augusto Lima, em conferência proferida na Associação de Imprensa da cidade de Campos (Rio de Janeiro), assim se manifestou sobre ela: “Mais brava e de muito mais valor do que Bárbara de Alencar, e ainda do que Anita Garibaldi”. Já o historiador Valdery Uchoa afirmou ser Dona Fideralina uma “mulher notável pelo seu destemor e pela sua bravura”.
João Clímaco Bezerra, em artigo estampado na revista Manchete, buscando um paralelo para Marica Lessa, que inspirou o romance – Dona Guidinha do Poço, de Oliveira Paiva, assim se expressou a seu respeito: “uma dessas mulheres que dominaram os sertões no tempo do império e que passaram ao lendário cearense como Dona Fideralina das Lavras da Mangabeira”.
Rachel de Queiroz, em artigo na revista O Cruzeiro, do Rio de Janeiro, depois de afirmar que essa matriarca lavrense foi “a mais famosa dona do Nordeste, e a senhora de maior cartaz do seu tempo”, disse que Dona Fideralina “foi uma espécie de rainha sem coroa, foi uma legenda”.
A sua participação na Revolução de 1914, conhecida por Sedição de Juazeiro, foi das mais decisivas para a vitória do movimento. De uma só empreitada, segundo Floro Bartolomeu, ela teria colocado cinco mil cartuchos à disposição dos que lutavam contra o Governo de Franco Rabelo.
Em 1902, como registra Joaryvar Macedo, em Império do Bacamarte (Fortaleza: Casa de José de Alencar, 1990), determinou a invasão da vila de Princesa, no Estado da Paraíba, constituindo, na época, o Batalhão de Dona Fideralina, comandado por Zuza Lacerda e que ali cumpriu fielmente a sua decisão.
Em Lavras, investiu-se com todas as prerrogativas no poder local, fez o jogo dos interesses políticos com a posição da Intendência e, não conseguindo demover o seu filho, Honório Correia Lima, da chefia do partido governista local, em 26 de novembro de 1907, retirou o mesmo do poder pela força do bacamarte.
Em Dona Fideralina, a vocação maior foi sempre a política, que recebeu como herança dos ancestrais e que tão bem soube transmitir como legado aos seus descendentes. Três dos seus filhos tomaram assento como Deputados na Assembleia Legislativa Estadual, tendo dois deles exercido o cargo de vice-presidente do Estado.
Sobre essa coronela cearense, pode ser lido o livro Dona Fideralina Augusto - Mito e Realidade (Fortaleza: Armazém da Cultura, 2017, 2ª 2019), de autoria de Dimas Macedo.